# Phaeorrhiza
Phaeorrhiza  H. Mayrhofer & Poelt (rzęsak) – rodzaj grzybów z rodziny obrostowatych (Physciaceae). Ze względu na współżycie z glonami zaliczany jest do grupy porostów.

## Systematyka i nazewnictwo
Pozycja w klasyfikacji według Index Fungorum: Physciaceae, Caliciales, Lecanoromycetidae, Lecanoromycetes, Pezizomycotina, Ascomycota, Fungi.
Nazwa polska według W. Fałtynowicza.

## Gatunki
- Phaeorrhiza nimbosa (Fr.) H. Mayrhofer & Poelt 1979 – rzęsak łuseczkowaty
- Phaeorrhiza sareptana (Tomin) H. Mayrhofer & Poelt 1979[3]

Nazwy naukowe na podstawie Index Fungorum.  Nazwa polska według W. Fałtynowicza.